# Cuba (eiland)
Cuba is een eiland in het Caribisch gebied dat het hoofdeiland is van het land Cuba. Het is het grootste eiland van de Grote Antillen.
Aan de noordkant wordt het eiland van west naar oost begrensd door de Golf van Mexico, de Straat Florida en de Atlantische Oceaan. Aan de oostkant wordt het van het eiland Hispaniola gescheiden door de Windward Passage. Aan de zuidkant ligt de Caribische Zee, inclusief de Golf van Batabanó, en aan de westkant de Straat Yucatán. De kusten van het eiland zijn over het algemeen moerasachtig en begroeid met mangrove. 
Cuba wordt omringd door koraalriffen en eilanden. Isla de la Juventud in het zuidwesten is het grootste. Vele andere kleinere eilanden of eilandengroepen, zoals de Jardines del Rey in het noorden en de groep rond Cayo Largo del Sur in het zuiden, behoren tot de mooiste en meest ongerepte ter wereld. Het meest oostelijke punt van het eiland is de Punta del Quemado.
Langgerekte heuvel- en bergruggen lopen in oost-westrichting over het eiland. Cuba kan grofweg onderverdeeld worden in drie bergregio's:
1. De Sierra Maestra in het oosten met als hoogste top de Pico Turquino van 1974 meter hoog.
2. De Sierra del Escambray (of Sierra de Trinidad) in het Centrale gedeelte, voornamelijk bestaand uit heuvels en vlaktes.
3. De Sierra de los Órganos of de Vallei van Viñales in het westen.

Het westelijk deel van het eiland is het meest onherbergzame gedeelte. De andere gebieden in Cuba zijn voornamelijk vlak terrein. 
Het klimaat van het eiland is subtropisch. Het ligt in een regio waar veel orkanen voorkomen van 1 juni tot 30 november, met een piek van medio augustus tot eind oktober.
De langwerpige vorm van het eiland resulteert in een waterscheiding in de lengterichting van het eiland en splitst de afwatering in een noordelijk en zuidelijk deel. Het eiland kent slechts korte rivieren. De langste rivier is de Cauto met een lengte van 343 kilometer en de rivier met het hoogste debiet is de Toa.

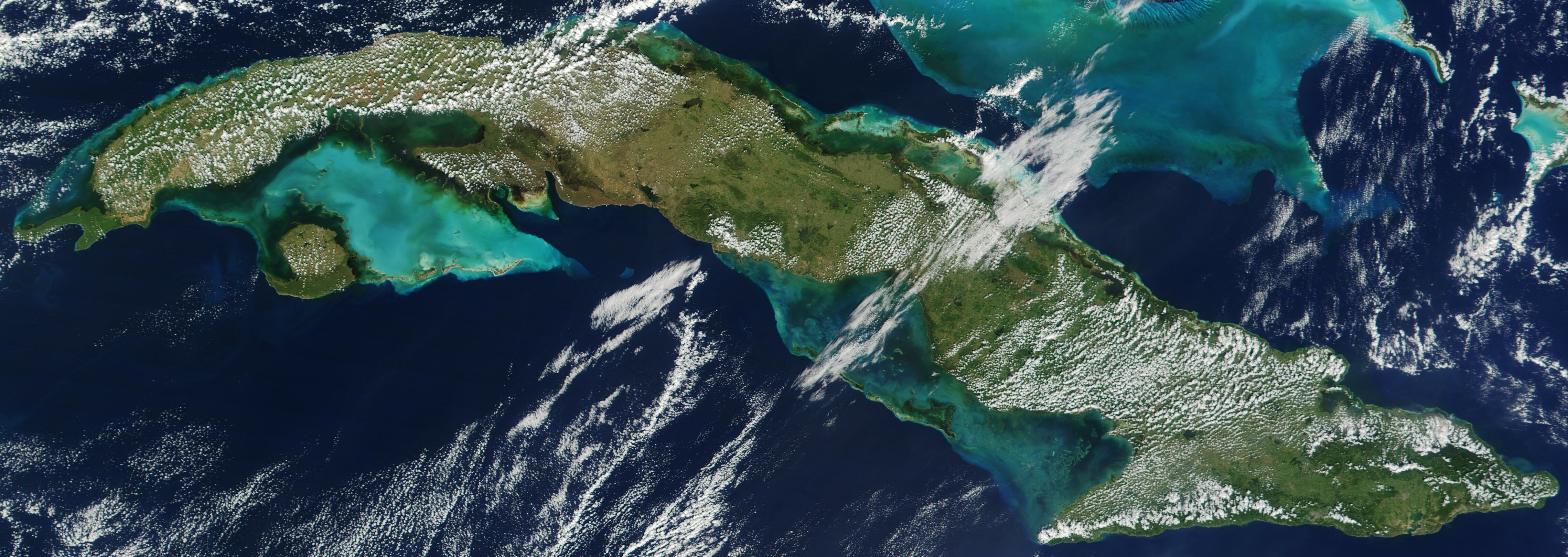
Satellietopname van het eiland Cuba en omliggende eilanden